# Motovîlivka, Liubar
Motovîlivka (în ucraineană Мотовилівка) este localitatea de reședință a comunei Motovîlivka din raionul Liubar, regiunea Jîtomîr, Ucraina.

## Demografie
Componența lingvistică a localității Motovîlivka
     Ucraineană (99,25%)
     Alte limbi (0,76%)
Conform recensământului din 2001, majoritatea populației localității Motovîlivka era vorbitoare de ucraineană (99,25%), existând în minoritate și vorbitori de alte limbi.